# LOVE IS ENERGY!
「LOVE IS ENERGY!」（ラブイズエナジー）は、EE JUMPのデビュー・シングル。2000年10月18日発売。

## 概要
初回特典としてアーティストステッカーが付属。
フジテレビ系「笑う犬の冒険-SILLY GO LUCKY!-」テーマソング。ニッポン放送系「シドニーオリンピック」テーマソング。
ビデオクリップ集「ソニンコレクション」にミュージック・ビデオが収録された。

## 収録曲
作詞・作曲：つんく　
1. LOVE IS ENERGY! (3:58)
編曲：河野伸
2. Baby! 友達になろうよ (4:17)
編曲：前嶋康明＋M.I.D
3. LOVE IS ENERGY!（DJ TOMO'S White House Remix） (4:12)
4. LOVE IS ENERGY!（Instrumental） (3:57)